# Panambi
Panambi is een gemeente in de Braziliaanse deelstaat Rio Grande do Sul. De gemeente telt 38.794 inwoners (schatting 2009).

## Aangrenzende gemeenten
De gemeente grenst aan Ajuricaba, Bozano, Condor, Pejuçara en Santa Bárbara do Sul.